# نظریه فرمان الهی

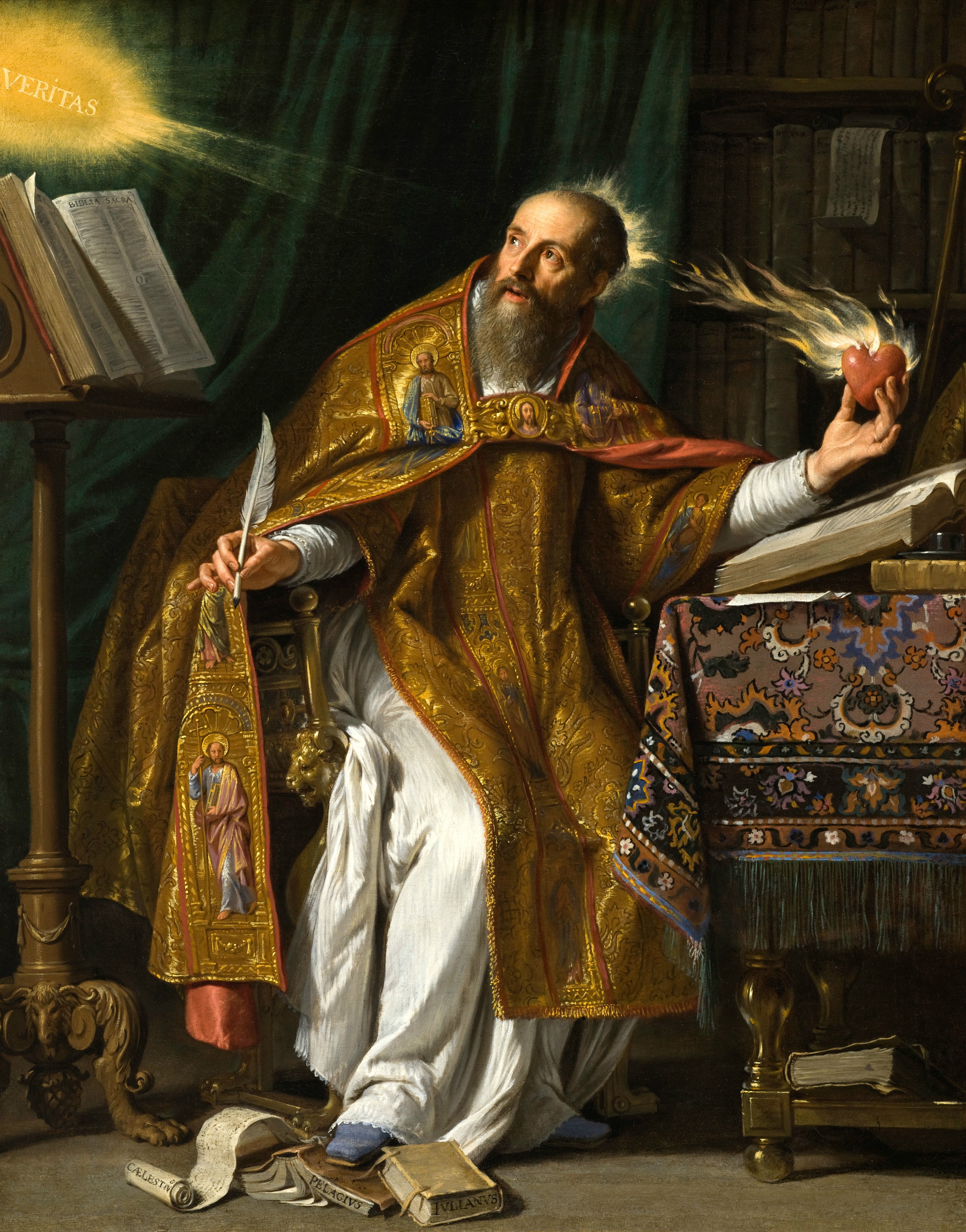
نظریه فرمان الهی

نظریه امر الهی (یا حسن و قبح الهی) دیدگاهی فرا اخلاقی است که معتقد است عملی از نظر اخلاقی خوب است که به فرمان یک خدا یا الوهیت باشد. در این دیدگاه، هرچه خداوند به آن امر کند، خوب وصواب است و هرچه از آن نهی کند، بد و خطاست.
این نظریه از سابقه‌ای دیرینه برخوردار است و از زمان سقراط تاکنون مورد بحث و جدال بوده‌است. مناظره سقراط با اثیفرون در این خصوص معروف است. سقراط از اثیفرون می‌پرسد: " آیا چون خداوند به چیزی امر کرده است آن چیز صواب است؛ یا چون آن چیز صواب است، خداوند به آن فرمان داده است؟" این مسئله بعدها هم در میان مسلمانان و هم در میان مسیحیان مورد بحث و بررسی زیادی قرار گرفت و در میان مسلمانان به اشاعره و از مسیحیان نیز به آنسلم نسبت داده شده‌است.